# Glen Penfield
Pour les articles homonymes, voir Glen et Penfield.
 (mai 2025).
La mise en forme du texte ne suit pas les recommandations de Wikipédia : il faut le « wikifier ».
Les points d'amélioration suivants sont les cas les plus fréquents :
- Les titres sont pré-formatés par le logiciel. Ils ne sont ni en capitales, ni en gras.
- Le texte ne doit pas être écrit en capitales (les noms de famille non plus), ni en gras, ni en italique, ni en « petit »…
- Le gras n'est utilisé que pour surligner le titre de l'article dans l'introduction, une seule fois.
- L'italique est rarement utilisé : mots en langue étrangère, titres d'œuvres, noms de bateaux, etc.
- Les citations ne sont pas en italique mais en corps de texte normal. Elles sont entourées par des guillemets français : « et ».
- Les listes à puces sont à éviter, des paragraphes rédigés étant largement préférés. Les tableaux sont à réserver à la présentation de données structurées (résultats, etc.).
- Les appels de note de bas de page (petits chiffres en exposant, introduits par l'outil «  Source ») sont à placer entre la fin de phrase et le point final[comme ça].
- Les liens internes (vers d'autres articles de Wikipédia) sont à choisir avec parcimonie. Créez des liens vers des articles approfondissant le sujet. Les termes génériques sans rapport avec le sujet sont à éviter, ainsi que les répétitions de liens vers un même terme.
- Les liens externes sont à placer uniquement dans une section « Liens externes », à la fin de l'article. Ces liens sont à choisir avec parcimonie suivant les règles définies. Si un lien sert de source à l'article, son insertion dans le texte est à faire par les notes de bas de page.
- La présentation des références doit suivre les conventions bibliographiques. Il est recommandé d'utiliser les modèles {{Ouvrage}}, {{Chapitre}}, {{Article}}, {{Lien web}} et/ou {{Bibliographie}}. Le mode d'édition visuel peut mettre en forme automatiquement les références.
- Insérer une infobox (cadre d'informations à droite) n'est pas obligatoire pour parachever la mise en page.

Pour une aide détaillée, merci de consulter Aide:Wikification.
Si vous pensez que ces points ont été résolus, vous pouvez retirer ce bandeau et améliorer la mise en forme d'un autre article.
Glen Penfield est un géophysicien principalement connu pour son rôle dans la découverte du cratère de Chicxulub, un cratère d'impact situé sur la péninsule du Yucatán (Mexique). Ce cratère est largement reconnu comme le site d'impact de l'astéroïde à l'origine de l'extinction massive Crétacé-Paléogène (K-Pg) il y a environ 66 millions d'années, qui a conduit à la disparition de très nombreux taxons, dont les dinosaures non aviens.

## Jeunesse et éducation
Glen Penfield a fait ses études en géophysique à l'Oberlin College et a ensuite commencé sa carrière dans l'industrie pétrolière en tant que géophysicien. Immédiatement après avoir obtenu son diplôme en juillet 1975, il a rejoint la division Aero Service de Western Atlas International de Litton à Houston,,.

## Découverte du cratère de Chicxulub
À la fin des années 1970, Penfield travaillait comme géophysicien pour la compagnie pétrolière mexicaine Petróleos Mexicanos (PEMEX) lorsqu'il a été chargé de réaliser des relevés magnétiques et gravitationnels de la péninsule du Yucatán dans le cadre des efforts d'exploration pétrolière. Au cours de ces relevés effectués entre 1978 et 1981, Penfield a identifié une grande anomalie géophysique approximativement circulaire centrée près de la ville de Chicxulub Puerto sur la côte nord de la péninsule du Yucatán. Les données gravitationnelles et magnétiques recueillies par Penfield ont révélé une structure enfouie d'environ 180 km de diamètre présentant les caractéristiques d'un cratère d'impact, notamment un soulèvement central et un anneau environnant.
Cependant, en raison des restrictions de propriété de PEMEX sur les données, Penfield était initialement limité dans sa capacité à partager et à publier ses découvertes. En 1981, Penfield et Antonio Camargo, un géologue de PEMEX, ont présenté leurs découvertes lors de la conférence de la Society of Exploration Geophysicists. Ils ont proposé que la structure circulaire pourrait être un cratère d'impact, mais ont reçu peu d'attention de la communauté scientifique à l'époque,.

## Collaboration avec Luis Alvarez et Walter Alvarez
À peu près au même moment que la découverte de Penfield, le duo père-fils Luis Walter Alvarez et Walter Alvarez, ainsi que Frank Asaro et Helen Michel, avaient publié leur hypothèse selon laquelle l'impact d'un grand astéroïde avait causé l'événement d'extinction K-Pg. Leurs preuves comprenaient une concentration anormalement élevée d'Iridium (un élément rare sur Terre mais plus courant dans les astéroïdes) trouvée dans la couche limite K-Pg à l'échelle mondiale. Ce n'est qu'au début des années 1990 que le lien a été établi entre le cratère de Penfield et l'hypothèse d'Alvarez. Lorsque les données de Penfield ont finalement pu être plus largement partagées, les scientifiques ont reconnu que la structure de Chicxulub correspondait aux exigences de taille et d'âge pour le cratère d'impact hypothétisé par l'équipe d'Alvarez.
Des recherches supplémentaires ont confirmé que le cratère de Chicxulub datait d'environ 66 millions d'années, coïncidant avec la limite K-Pg. La taille du cratère indiquait un impacteur d'environ 10 à 15 km de diamètre, capable de provoquer des effets catastrophiques globaux cohérents avec l'événement d'extinction massive. L'impact de Chicxulub est maintenant largement accepté comme un contributeur principal à l'extinction d'environ 75% des espèces végétales et animales sur Terre à cette époque, y compris tous les dinosaures non-aviens.

## Carrière ultérieure
Il a passé 45 ans à travailler dans l'exploration d'hydrocarbures et de minéraux, ainsi que pour des sociétés de services, comme PEMEX, Conoco Phillips, South Atlantic Petroleum, Western Atlas International, Carson Aerogravity, Fusion Petroleum Technologies, et sa propre société de conseil, Chicxulub Geosciences.

## Sources
1. 1 2  « The unexpected discovery of the Paleogene Cretaceous impact crater »
2. ↑  (en-US) December 2019 Glen Penfield, « Unlikely Impact », sur AAPG EXPLORER, 1er décembre 2019 (consulté le 21 mai 2025)
3. 1 2  « Cichlid Energy | The Team | Glen Penfield », sur www.cichlidenergy.com (consulté le 21 mai 2025)
4. ↑  (en) Valerie Jablow, « A Tale of Two Rocks », sur Smithsonian Magazine (consulté le 21 mai 2025)
5. ↑  (en-US) « Cretaceous Crash », Texas Monthly,‎ 1er septembre 1992 (lire en ligne [archive du 8 février 2023], consulté le 21 mai 2025)
6. ↑  (en) « Chicxulub, the asteroid that killed the dinosaurs », sur BBC Sky at Night Magazine, 1er octobre 2024 (consulté le 21 mai 2025)